# Era fascista

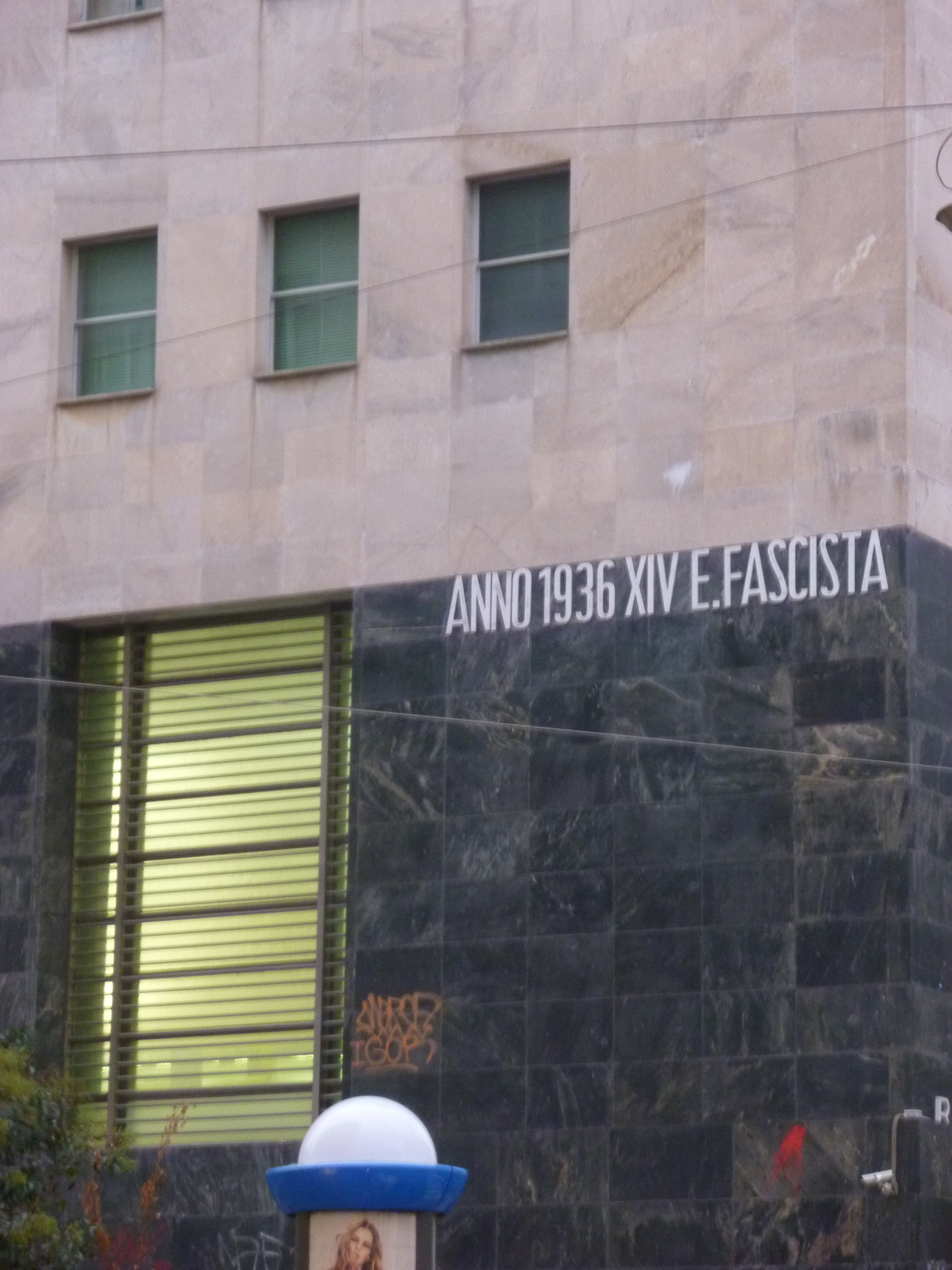
L'iscrizione con l'indicazione dell'era fascista tuttora presente sulla facciata del Palazzo delle Poste di Napoli

L'Era fascista era un computo degli anni basato sull'assunzione al potere da parte del governo fascista. Come epoca, cioè il capodanno dell'anno I, fu stabilito il giorno 29 ottobre 1922, giorno successivo alla marcia su Roma. Rimase in vigore tra il 1922 e il 1945.

## Storia
Mussolini, secondo un uso diffuso tra i fascisti, già dal 1923 utilizzò l'indicazione «anno primo dell'era fascista» nelle date.
L'introduzione ufficiale fu però stabilita da una circolare del 25 dicembre 1926 emanata dal capo del Governo su richiesta del 26 novembre 1926 di Pietro Fedele, ministro della pubblica istruzione.
La circolare di Mussolini fu trasmessa al personale già negli ultimi giorni di dicembre.
L'anno era considerato a partire dal 29 ottobre di ogni anno (giorno successivo alla marcia su Roma) per terminare il 28 ottobre dell'anno successivo.
La rapida adozione del sistema di datazione, reso obbligatorio anche per gli atti notarili, è testimoniata da una barzelletta relativa al gioco di parole tra «era fascista» e «sarà fascista» pubblicata nel luglio 1927.
Sui periodici si ebbero date diverse di applicazione: ad esempio dal 15 gennaio 1927 su Il Messaggero e su La Stampa e dal 6 novembre su La Domenica del Corriere.
Dal 1929 con l'inserimento dell'era fascista nello Statuto del Partito Nazionale Fascista, l'utilizzo fu esteso a tutte le datazioni.
Il sistema di datazione fu interrotto dal 26 luglio 1943 con la caduta del fascismo; fu ripreso dalla Repubblica Sociale Italiana tra il 15 settembre 1943 e il 28 aprile 1945.

## Tabella di corrispondenza

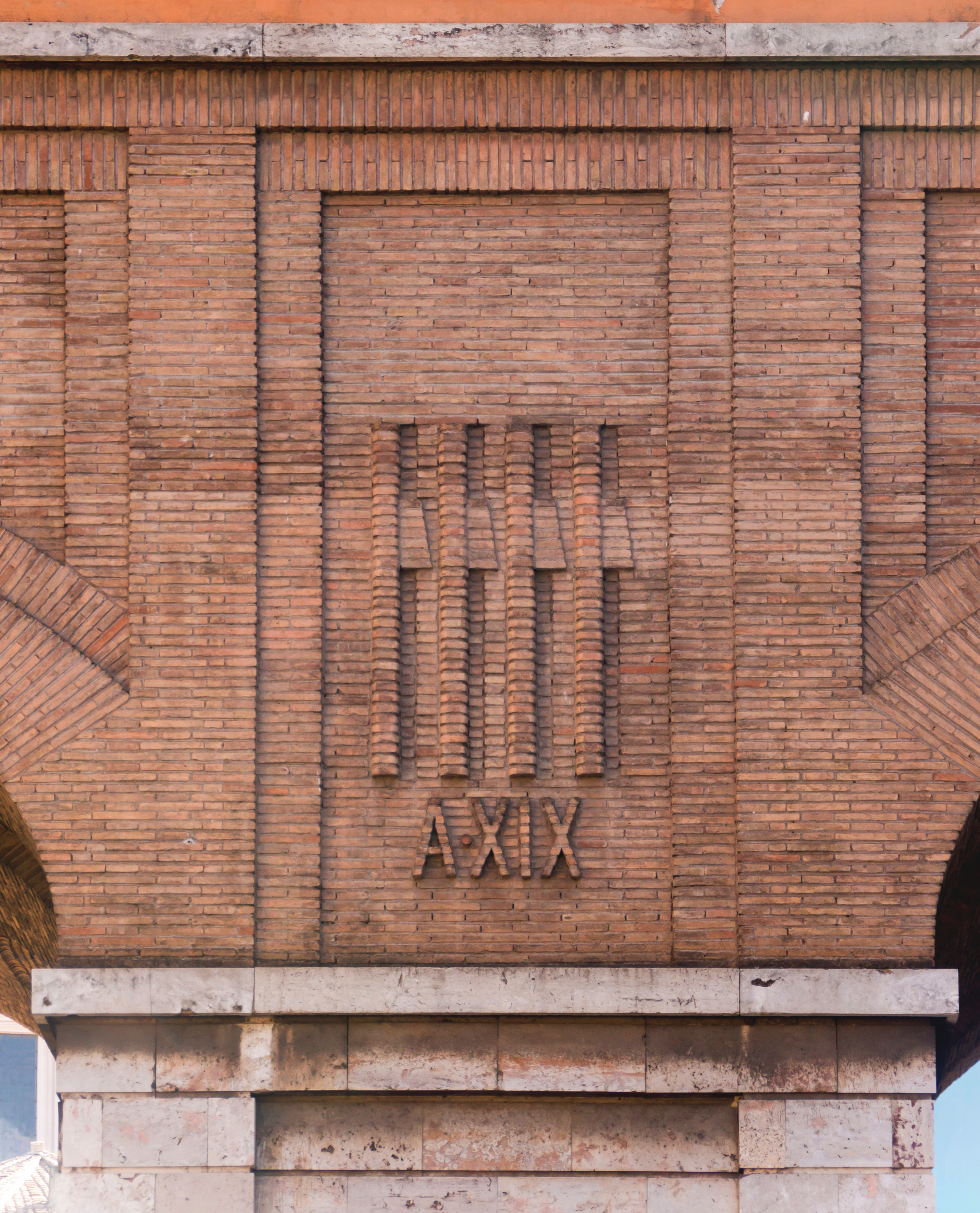
Indicazione dell'anno XIX dell'era fascista sull'arco costruito tra San Rocco all'Augusteo e San Girolamo dei Croati in piazza Augusto Imperatore a Roma

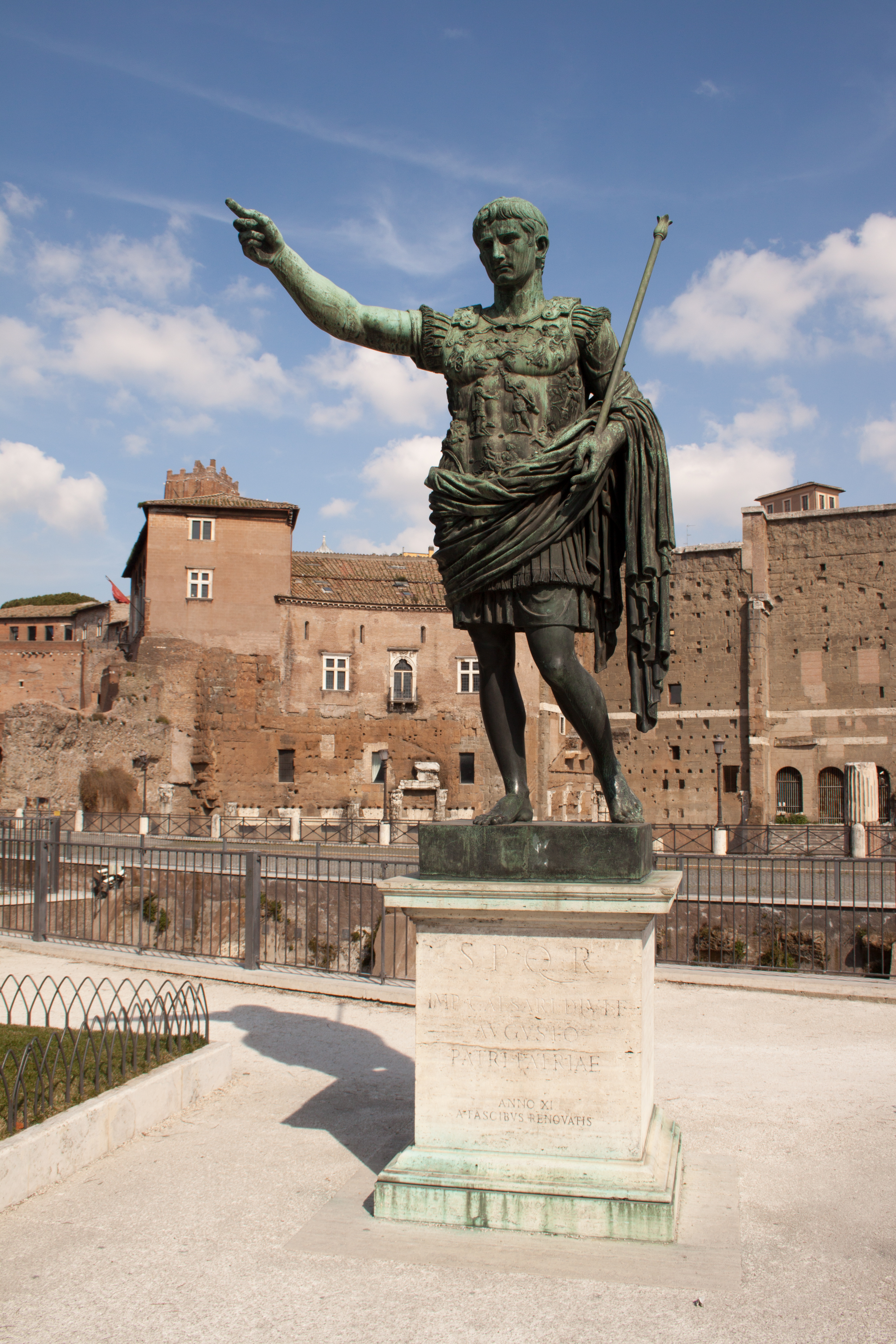
Replica in bronzo dell'Augusto di Prima Porta con la dicitura sul piedistallo

Negli atti il numero dell'anno era indicato tramite un numero romano posto dopo l'anno civile. Trattandosi di una decisione retroattiva, l'indicazione dell'anno fu utilizzata solo dal 1927 (anno V).
| Anno dell'era fascista | Corrispondente anno civile | Corrispondente anno civile |
| Anno dell'era fascista | Dal 29 ottobre             | Al 28 ottobre              |
| ---------------------- | -------------------------- | -------------------------- |
| I                      | 1922                       | 1923                       |
| II                     | 1923                       | 1924                       |
| III                    | 1924                       | 1925                       |
| IV                     | 1925                       | 1926                       |
| V                      | 1926                       | 1927                       |
| VI                     | 1927                       | 1928                       |
| VII                    | 1928                       | 1929                       |
| VIII                   | 1929                       | 1930                       |
| IX                     | 1930                       | 1931                       |
| X                      | 1931                       | 1932                       |
| XI                     | 1932                       | 1933                       |
| XII                    | 1933                       | 1934                       |
| XIII                   | 1934                       | 1935                       |
| XIV                    | 1935                       | 1936                       |
| XV                     | 1936                       | 1937                       |
| XVI                    | 1937                       | 1938                       |
| XVII                   | 1938                       | 1939                       |
| XVIII                  | 1939                       | 1940                       |
| XIX                    | 1940                       | 1941                       |
| XX                     | 1941                       | 1942                       |
| XXI                    | 1942                       | 1943                       |
| XXII                   | 1943                       | 1944                       |
| XXIII                  | 1944                       | 1945                       |

Nelle iscrizioni le date erano in forma abbreviata e non sempre contenevano l'anno gregoriano; ad esempio, l'anno diciannovesimo poteva essere scritto come Anno XIX, A. XIX, A. XIX E.F. o anche E.F.A. XIX.
Anche nei riferimenti in latino si trovano forme diverse per indicare l'anno dalla presa del potere:
- a fascibus restitutis — come nell'iscrizione posta sul lato occidentale dell'Arco dei Fileni;[13]
- a renovatis fascibus — come appare in una pergamena del 1940 murata nella prima pietra del primo edificio dell'Esposizione Universale 1942[14] o nella versione a fascibus renovatis come  appare sul piedistallo di repliche in bronzo di statue di imperatori lungo Via dei Fori Imperiali;
- a resumptis fascibus — nella data posta su alcune pubblicazioni.[15]